# 莫塔瓜河
莫塔瓜河（西班牙語：Río Motagua，西班牙語發音：[moˈtaɣwa]）是危地馬拉的河流，河道全長486公里，流域面積12,670平方公里，發源自該國西部高地，成為該國與洪都拉斯接壤的邊境，最終注入洪都拉斯灣。

## 資料來源
1. 1 2 3  INSIVUMEH. .   [2017-05-20]. （原始内容存档于2015-07-06）.

## 外部連結
- Map of Guatemala including the river
- Jade sources in The Motagua River Valley